# David Jaunegg
David Jaunegg (* 28. Februar 2003 in Hall in Tirol) ist ein österreichischer Fußballspieler.

## Karriere
Jaunegg begann seine Karriere bei der WSG Wattens. Zur Saison 2017/18 kam er in die AKA Tirol, in der er bis zum Ende der Saison 2020/21 sämtliche Altersstufen durchlief. Ab der Saison 2020/21 spielte er zudem für die drittklassigen Amateure seines nun WSG Tirol genannten Stammklubs. Für die WSG Amateure kam er bis zum COVID-bedingten Saisonabbruch zu 15 Einsätzen in der Tiroler Regionalliga.
Zur Saison 2021/22 wurde Jaunegg für zwei Jahre an den Zweitligisten FC Juniors OÖ verliehen. Bei den Juniors spielte er zunächst in der Akademie, ehe er schließlich im September 2021 in der 2. Liga debütierte, als er am neunten Spieltag jener Saison gegen den SC Austria Lustenau in der Halbzeitpause für Mirsad Sulejmanović eingewechselt wurde. Dies sollte sein einziger Einsatz für die Juniors bleiben, sonst spielte er weiterhin ausschließlich in der Akademie.
Nach der Saison 2021/22 zogen sich die Juniors aus der 2. Liga zurück, danach wurde die Leihe vorzeitig beendet und Jaunegg kehrte zur WSG zurück, bei der er im Juni 2022 einen Profivertrag unterschrieb und in den Bundesligakader rückte.

## Persönliches
Sein Vater Stefan Köck war ebenfalls Fußballspieler und ist aktuell Sportdirektor bei der WSG.